# 바누굽타
바누굽타는 굽타 왕조의 덜 알려진 통치자들 중 한 명이다. 그는 에란의 비문과 문수사리근본의궤경에 언급된 내용으로만 알려져 있다.
에란 비문에 "마하라자"나 "마하라자디라자"가 아닌 "라자"로만 언급되어 있는데, 이는 굽타 제국 통치자에게는 관례적인 칭호였을 것이므로, 바누굽타는 굽타 황제 나라심하굽타 아래 말와 지역의 총독이었을 수도 있다.

## 에란의 바누굽타 비문
바누굽타는 말와의 에란에 있는 돌기둥 비문으로 알려져 있다. 이 비문은 1888년 존 페이스풀 플리트에 의해 번역되었고, 1981년에 두 번째로 번역되어 다른 해석을 낳았다.

### 초기 번역 (J.F 플리트 1888)
존 페이스풀 플리트가 1888년에 번역한 에란 비문의 초기 번역에 따르면, 바누굽타는 기원후 510년에 특정되지 않은 전투에 참여했다 (5행).

고파라자의 에란 기둥 비문고파라자의 에란 기둥바누굽타의 에란 돌기둥 비문.비문의 탁본.
- (1행) 옴! 91년이 늘어난 한 세기에; 슈라바나(Srâvana) 월의 어두운 이레째 날; (숫자로는) 100년 (그리고) 90년 (그리고) 1년; (월) 슈라바나; 어두운 날; 7일: —
- (2행) — . . . 라자라는 이름으로 유명한 왕이 있었다, . . 락샤 (?) 혈통에서 나왔다; 그리고 그의 아들 (은) 마다바(Mâdhava)라는 이름으로 알려진 바로 그 용감한 왕이었다.
- (3행) — 그의 아들은 용맹함으로 유명한 저명한 고파라자였다; 사라바(Sarabha) 왕의 딸의 아들; 그는 (지금도) 여전히 (?) (그의) 혈통의 장식이다.
- (5행) — (그곳에는) 영광스러운 바누굽타가 있다, 세상에서 가장 용감한 사람, 강력한 왕, 파르타와 동등한, 매우 영웅적인; 그리고 그와 함께, 고파라자가 . . . . . . . . . . (그의) 친구들을 따랐고 (그리고) 여기에 왔다. [그리고] 매우 유명한 전투를 벌인 후, 그는 [천상의 왕 (인드라)과 거의 동등한] (죽었고) 천국으로 갔다; 그리고 (그의) 헌신적이고, 애착이 강하며, 사랑스럽고, 아름다운 아내는, 가까이 동행하여, (그와 함께) 장작더미에 올랐다.— 에란의 바누굽타 비문, 510 CE.

이 번역은 알혼족의 통치자인 토라마나와의 가능한 조우에 대한 다양한 추측의 기초가 되었다. 바누굽타가 당대의 중요한 전투에 참여하여 상당한 손실을 입었을 가능성이 있으며, 510년에 훈족 침략자 토라마나를 격퇴했을 수도 있고 안 했을 수도 있다는 주장이 제기되었다. 무케르지(Mookerji)는 실제로 비문에 비추어 볼 때, 바누굽타가 이 510년 에란 전투에서 토라마나에게 패배하여, 그 시점에서 서부 굽타 지방인 말와가 훈족의 손에 넘어갔다고 본다. 토라마나는 그 후 에란 멧돼지 비문을 새겨 이 지역에 대한 지배권을 주장했을 것이다.

### 새로운 번역 (1981)
새로운 개정 번역은 1981년에 발표되었다. 3-4절은 현저히 다르게 번역되었는데, 통치자 바누굽타와 그의 족장 또는 귀족인 고파라자가 510년에 "마이트라스"와의 전투에 참여했다고 한다. 이들은 마이트라카 왕조로 여겨진다 (이 해석은 완전한 확신은 없지만, 저자들에 따르면 "거의 확실하다"). 이는 바누굽타가 그의 비문에서 토라마나와의 전투를 암시했다는 주장을 배제할 것이다.

- (1-2행) 옴! 91년이 더해진 한 세기가 (경과했을 때) 쉬라바나(Śrāvaṇa) 월의 어두운 이레째 날에, (숫자로는) 100년 (그리고) 90년 (그리고) 1년 (월) 쉬라바나; 어두운 날; 7일;-
- (1절) (그곳에는) 술락카(Śulakkha) 혈통에서 나온 . . . . 라자로 유명한 통치자가 있었다; 그리고 그의 아들 (은) 마다바(Mādhava)라는 이름으로 용감했다.
- (2절) 그의 아들은 용맹함으로 유명한 저명한 고파라자였다; 사라바(Sarabha) 왕의 딸의 아들;1 그는 (그의) 가문의 장식이 되었다.
- (3-4절) (그곳에는) 영광스러운 바누굽타가 있다, 이 땅의 뛰어난 영웅, 강력한 통치자, 파르타와 동등한 용감한 존재. 그리고 그와 함께 고파라자는 두려움 없이 (그를) 따르며, 마이트라스를 따라잡고 매우 크고 유명한 전투를 벌인 후, 신들의 최고인 인드라와 동등하게 되어 천국으로 갔다; 그리고 (그의) 헌신적이고, 애착이 강하며, 사랑스럽고, 아름다운 아내는, (그에게) 매달려, 불의 덩어리 (장례식 화장터)로 들어갔다.

— 에란의 바누굽타 비문, 510 CE.

비문에 바누굽타는 "라자"로만 언급되어 있으며, 굽타 제국 통치자에게 관례적이었을 "마하라자"나 "마하라자디라자"로는 언급되지 않았다. 따라서 그는 굽타 황제 나라심하굽타 아래 말와 지역의 총독이었을 수도 있다.

## 문수사리근본의궤경
6세기 불교 서적인 문수사리근본의궤경에 따르면, "부다굽타가 죽은 후, 굽타 왕조에서 두 명의 왕이 즉위했는데, 한 명은 가우다에, 다른 한 명은 마가다에 즉위했다"고 한다. 후자는 아마 나라심하굽타일 것이다. 이 서적에 따르면, 바누굽타가 말와를 잃은 후, 토라마나는 마가다로 정복을 계속하여 나라심하굽타 발라디티야를 벵골로 후퇴하게 만들었다. 토라마나는 바라나시에 프라카타디티야라는 새로운 왕을 즉위시켰다고 하는데, 그는 나라심하굽타의 아들로 소개된다. 토라마나는 서쪽으로 돌아오던 중 바라나시에서 사망했다고 한다.

## 참고 문헌
- Fleet, J. F. (1888). 《Corpus Inscriptionum Indicarum》 3. Calcutta: Government of India, Central Publications Branch.